# Höheres Kommando Saarpfalz
Het Duitse Höheres Kommando Saarpfalz (Nederlands: Hoger Korps Commando Saarpfalz) was een soort Duits Legerkorps van de Wehrmacht tijdens de Tweede Wereldoorlog. 

## Krijgsgeschiedenis

### Oprichting
Het Höheres Kommando Saarpfalz werd opgericht op 13 september 1944 door het omdopen van de Kommandeurs der Befestigungen Saarpfalz in Kaiserslautern.

### Einde
Het lijkt erop dat het Höheres Kommando in maart 1945 door de Amerikanen overlopen is.

## Bovenliggende bevelslagen
| Leger | Legergroep | Plaats/regio   | Begin             | Eind       |
| ----- | ---------- | -------------- | ----------------- | ---------- |
| ??    | ??         | Kaiserslautern | 13 september 1944 | maart 1945 |

## Commandanten
| Rang                   | Naam              | Begin             | Eind       |
| ---------------------- | ----------------- | ----------------- | ---------- |
| General der Artillerie | Erwin Engelbrecht | 13 september 1944 | maart 1945 |